# Cerejais
Cerejais es una freguesia portuguesa del municipio de Alfândega da Fé, con 16,79 km² de área y 247 habitantes (2001). Densidad de población: 14,7 hab/km².